# Conus bougei
Conus bougei é uma espécie de gastrópode do gênero Conus, pertencente à família Conidae.